# Stanley Benham
Stanley Delong Benham –conocido como Stan Benham– (Lake Placid, 21 de diciembre de 1913-Miami, 22 de abril de 1970) fue un deportista estadounidense que compitió en bobsleigh en las modalidades doble y cuádruple.
Participó en los Juegos Olímpicos de Oslo 1952, obteniendo dos medallas de plata, en las pruebas doble y cuádruple. Ganó siete medallas en el Campeonato Mundial de Bobsleigh entre los años 1949 y 1961.

## Palmarés internacional
| Juegos Olímpicos   | Juegos Olímpicos             | Juegos Olímpicos  | Juegos Olímpicos |
| Año                | Lugar                        | Medalla           | Prueba           |
| ------------------ | ---------------------------- | ----------------- | ---------------- |
| 1952               | Oslo (Noruega)               | Medalla de plata  | Doble            |
| 1952               | Oslo (Noruega)               | Medalla de plata  | Cuádruple        |
| Campeonato Mundial |                              |                   |                  |
| Año                | Lugar                        | Medalla           | Prueba           |
| 1949               | Lake Placid (Estados Unidos) | Medalla de oro    | Cuádruple        |
| 1950               | Cortina d'Ampezzo (Italia)   | Medalla de oro    | Cuádruple        |
| 1950               | Cortina d'Ampezzo (Italia)   | Medalla de plata  | Doble            |
| 1951               | Alpe d'Huez (Francia)        | Medalla de plata  | Doble            |
| 1951               | Alpe d'Huez (Francia)        | Medalla de plata  | Cuádruple        |
| 1954               | Cortina d'Ampezzo (Italia)   | Medalla de bronce | Doble            |
| 1961               | Lake Placid (Estados Unidos) | Medalla de plata  | Cuádruple        |